# Alive (film, 2020)
Pour les articles homonymes, voir Alive.
Pour plus de détails, voir Fiche technique et Distribution.
#Alive (hangeul : #살아있다 ; RR : #Saraitda, littéralement « #Vivant ») est un film de zombies sud-coréen coécrit et réalisé par Cho Il-hyeong, sorti en 2020.
Il totalise presque 2 millions d'entrées au box-office sud-coréen de 2020.

## Synopsis
Joon-woo (Yoo Ah-in) passe ses journées à faire des streaming de jeux vidéo en direct et à végéter dans son appartement. Un jour, d'autres joueurs semblent paniquer et l'exhortent à regarder la télévision. Joon-woo réalise alors qu'un mystérieux virus se propage dans toute la Corée et voit, par sa fenêtre, des personnes en train de courir dans tous les sens et se dévorer. Il se barricade à l'intérieur de son appartement puis accepte de laisser entrer un de ses voisins qui se révèle finalement infecté, et qu'il réussit à expulser.
Au fur et à mesure que les jours passent et que de plus en plus de personnes sont infectées, Joon-woo commence à manquer d'eau et de nourriture. Puis, il a des hallucinations dans lesquelles il voit sa famille avant d'entendre un message vocal de cette dernière et qui lui révèle qu'elle a été dévorée vivante. Furieux, Joon-woo sort et tue un infecté. Mais une vague de zombies l'oblige à se cacher dans les poubelles et il revient avec peine dans son appartement.
Souffrant de la solitude, Joon-Woo se prépare à se suicider. Il poste un message d'adieu et s'apprête à se pendre mais est arrêté par un pointeur laser. Se rendant compte qu'une autre personne a survécu, il aperçoit une fille non infectée, Yoo-bin (Park Shin-hye), dans l'appartement d'en face. Ils se revoient à distance tous les jours et, tandis que Joon-woo commence à manquer de nourriture, Yoo-bin essaie de voir à quelle distance se trouve son appartement en jetant une balle de baseball attachée à un corde depuis son balcon. Mais la batte n'atteint même pas la moitié de la distance. Ensuite, Joon-woo utilise un drone pour tirer une corde entre leurs appartements, ce qui permet à Yoo-bin de lui passer de la nourriture via une tyrolienne faite maison. Cependant, un infecté réussit à grimper dans l'appartement de Yoo-bin, mais Joon-woo utilise son drone pour le distraire, permettant à Yoo-bin de le tuer.
Alors que Joon-woo manque lentement de nourriture, il commence à chercher dans les appartements voisins la moindre trace de nourriture et découvre des talkies-walkies dont il en envoie un à Yoo-bin pour communiquer. Mais les zombies envahissent bientôt tout le quartier et, réalisant qu'ils allaient mourir, Joon-woo et Yoo-bin établissent un plan pour atteindre le huitième étage de l'appartement de Joon-woo où Yoo-bin affirme qu'il n'y a personne et qu'il y sera en sécurité. Yoo-bin réussit à passer dans l'immeuble de Joon-woo et ils arrivent au huitième étage. Un zombie solitaire alerte cependant une horde mais ils sont sauvés par un inconnu, qui leur donne de la nourriture et de l'eau. Il finit cependant par les assommer dans le but de les donner à manger à sa femme zombie qu'il garde attachée chez lui. Mais Joon-woo parvient à se réveiller à temps, le menace avec une arme à feu, libère Yoo-bin et l'homme est tué par sa femme.
Les infectés ayant été alertés par les bruits des coups de feu, ils commencent à converger en direction de l'appartement. Yoo-bin demande à Joon-woo de la tuer avant que les infectés n'atteignent l'appartement, mais il ne peut s'y résoudre. Ils aperçoivent alors un hélicoptère de sauvetage et se rendent sur le toit pour le rejoindre. Cependant, les infectés les suivent, mais alors qu'ils sont sur le point de mourir, les militaires abattent la horde de zombies et Joon-woo et Yoo-bin montent à bord de l'hélicoptère.

## Fiche technique
- Titre original : #살아있다
- Titre international : #Alive
- Réalisation : Cho Il-hyeong
- Scénario : Cho Il-hyeong et Matt Naylor
- Musique : Park Gi-heon
- Décors : Seong-Gyeong Seo
- Costumes : Eui-yeong Choi
- Photographie : Won-ho Son
- Montage : Min-kyeong Shin
- Production : Eugene Lee, Saemi Kim et Saerom Kim
- Société de production : ZIP Cinema et Perspective Pictures
- Société de distribution : Lotte Cultureworks
- Pays d'origine :  Corée du Sud
- Langue originale : coréen
- Format : couleur - 2,35:1 - Dolby Atmos
- Genre : zombies
- Durée : 98 minutes
- Dates de sortie :
  - Corée du Sud : 24 juin 2020
  - Reste du monde : 8 septembre 2020 (Netflix)

## Distribution
- Yoo Ah-in : Joon-woo
- Park Shin-hye : Yoo-bin
- Lee Hyeon-woo
- Lee Chae-kyeong
- Jeon Bae-soo

## Production

### Développement
#Alive est un thriller de zombies basé sur le script #Alone du scénariste hollywoodien Matt Naylor, qui a précédemment travaillé sur la série documentaire américaine Small Business Revolution: Main Street et le court métrage What It’s Like. Le réalisateur Cho Il-hyeong (également connu sous le nom de IL CHO) et Naylor ont adapté ensemble le scénario pour le marché coréen,,. En 2019, ZIP Cinema et la société de production américaine Perspective Pictures rejoignent la production et Lotte Cultureworks prend en charge sa distribution. 

### Distribution des rôles
Le 11 juillet 2019, Yoo Ah-in et Park Shin-hye rejoignent le projet, suivi par Lee Hyeon-wook le 16 septembre. La lecture du script a lieu le 27 septembre 2019.

### Tournage
Le tournage a lieu du 1er octobre au 12 décembre 2019 à Gunsan.

## Accueil

### Box-office
En Corée du Sud, la sortie de #Alive est repoussée à cause de la pandémie de Covid-19 et intervient finalement le 24 juin 2020. Lors de son premier jour d'exploitation dans le pays, #Alive attire 204 071 spectateurs et occupe 62% du box-office, ce qui en fait le plus grand nombre de spectateurs pour un premier jour depuis février 2020 avant le début de la pandémie de Covid-19 en Corée du Sud,, et L'Homme du président.
Après cinq jours d'exploitation, #Alive dépasse le million d'entrées, devenant le premier film à atteindre le million depuis février 2020. Cependant, la sortie de Steel Rain 2: Summit affecte la suite de son exploitation. Il totalise environ 1,9 million d'entrées mais n'atteint pas son seuil de rentabilité estimé à 2,2 millions d'entrées. En conséquence, il est mis à disposition sur les plates-formes numériques le 28 juillet 2020.